# Mark Clyde
 Mark Clyde, född den 27 december 1982 i Limavady på Nordirland, var en nordirländsk fotbollsspelare. Den 8 februari 2007 meddelade han att han slutar med fotboll på grund av alla skador.
Mark Clyde kom till Wolverhampton Wanderers som lärling 1999. Säsongen 2000/2001 blev han ordinarie i reservlaget. I september 2002 lånades han ut en månad till Kidderminster där han spelade fyra matcher i första uppställningen. Han har sedan fått spela till och från då ordinarie spelare varit skadade. 
Mark har spelat i Nordirlands U18-, U19-, U21- och A-landslag.